# Ixora bracteata
Ixora bracteata là một loài thực vật có hoa trong họ Thiến thảo. Loài này được Cheeseman mô tả khoa học đầu tiên năm 1894.